# Palma zamia
La palma zamia (Macrozamia riedlei) és una espècie de gimnosperma de la divisió Cycadophyta, família Zamiaceae. Es troba en sòls laterítics dels boscos de Jarrah i és un endemisme d'Austràlia Occidental. Les llavors d'aquesta planta han estat usades com a aliment per aborígens australians, incloent-hi els noongar. Tanmateix, no es poden menjar crues perquè se'ls ha d'extreure la part verinosa.